# Patrick Bogere
Patrick Ssali Bogere, född den 14 december 1981 i Kampala i Uganda, är en svensk före detta boxare som sedan frigivningen 2022 valt att hjälpa ungdomar i utsatta områden. "-Genom ungdomarnas förtroende till mig och deras känsla av tillhörighet till klubben får vi inte bara se rekryteringen till gängkriminalitet avta, vi får även se nya champs i boxningsringen inom kort".

## Karriär

### Amatörkarriären
Bogere inledde karriären som tioåring i Angered Boxing Club. Han gjorde sex diplom-SM, och vann 5 stycken av dessa. Bogere vann även två USM, två JSM, ett JNM och två SM för klubben. Han boxade totalt 97 diplommatcher och vann 91 av dessa. Efter 10 år i klubben och ett sista SM-guld i 60 kg lämnade han Angered BC. Team Bogere flyttade härefter till Redbergslids BK.
Bogere blev sedermera femma i VM 2001 i Belfast. Han blev även femma i EM 2002 i Perm
Han vann sedan OS-kvalet 2004 i Warszawa och utsågs även till turneringens bästa boxare, vilket ingen svensk boxare hade gjort tidigare. Bogere deltog efter segern för Sverige i herrarnas 64 kg-klass i OS 2004. Han blev här utslagen efter en jämn match mot Romeo Brin från Filippinerna. Bogere gick totalt 256 amatör matcher i sin karriär och vann 222 av dessa.
Bogere var som bäst rankad fyra i Europa. Enligt Aiba Ranking var Bogere innan OS rankad som 6:a.

### Proffskarriären
En fänglsedom satte ett snabbt stopp för hans amatörkarriär år 2006. Efter fängelsefrigivningen 2008 övergick han till professionell boxning och kombinerade därefter en egen satsning på idrott med ett jobb som tränare i Göteborgs Boxningsklubb. Han vann på poäng i sin första proffsmatch i en lättwelterviktsmatch över fyra ronder mot den ryska debutanten Alexej Shorobokov 6 juni 2009 i Tidaholms Sporthall. 

#### Proffsmatcher[2]
| Datum            | Viktklass      | Motståndare       | Plats                                            | Resultat                  |
| ---------------- | -------------- | ----------------- | ------------------------------------------------ | ------------------------- |
| 6 juni 2009      | Lättweltervikt | Alexej Shorobokov | Tidaholms Sporthall                              | Seger på poäng 4 ronder   |
| 8 augusti 2009   | Weltervikt     | Andrey Tylilyuk   | Ulvsby, Finland                                  | Seger på poäng 4 ronder   |
| 4 september 2009 | Weltervikt     | Konstantin Sakara | Löfbergs Lila Arena, Karlstad                    | Seger på poäng 4 ronder   |
| 14 november 2009 | ?              | Marko Nieminen    | Silja Serenade, Helsingfors, Finland             | Seger på TKO i 2:a ronden |
| 27 november 2009 | ?              | Antal Kubicsek    | Pyynikin Palloiluhalli, Tammerfors, Finland      | Seger på poäng 4 ronder   |
| 23 april 2010    | ?              | Young Mutley      | Skydome, Coventry, West Midlands, Storbritannien | Förlust på poäng 8 ronder |

## Meriter
- VM-femma 2001 i lättvikt.
- EM-femma 2002 i Lätt weltervikt
- Seger i Feliks Stam-turneringen 2004 (OS-kval)

## Brottslig verksamhet
I september 2006 dömdes Bogere mot sitt nekande av Borås tingsrätt till 3 år och 8 månader i fängelse för stöld, försök till grovt rån, olovligt förfogande, hot mot tjänsteman och olovlig körning. Denna dom fastställdes senare av hovrätten. Bogere satt större delen av straffet på den slutna Hällbyanstalten utanför Eskilstuna. Han försökte träna i fängelset, men restriktionerna som rådde i fängelset skapade praktiska svårigheter för hans träning. Han blev villkorligt frigiven med övervakare hösten 2008.
Den 15 juni 2010 dömde Göteborgs tingsrätt Bogere till skyddstillsyn och 80 timmars samhällstjänst för misshandel, rattfylleri och återigen för olovlig körning. Under våren 2019 häktades Patrick Bogere och hans bror Johnson Bogere i sin frånvaro, tillsammans med tre andra personer misstänkta för människorov och synnerligen grov misshandel. I juli samma år greps bröderna av spansk polis i Malaga. Johnson Bogere har en bakgrund inom MC-gänget Bandidos och har bland annat varit dess "president" i Göteborg.